# Yoko Ono
Yoko Ono Lennon (japonsko 小野 洋子, latinizirano: Ono Yōko;katakana: オノ・ヨーコ), japonska umetnica, * 18. februar 1933, Tokio, Japonska.
Znana je kot avantgardna umetnica in vdova nekdanjega člana Beatlov, Johna Lennona, s katerim je posnela več albumov. Bila je tudi pevka v Plastic Ono Bandu. Od šestdesetih let deluje tudi kot aktivistka proti vojni in rasizmu.

## Diskografija
[*] = z Johnom Lennonom
- Two Virgins [*] (1968)
- Life with the Lions [*] (1969)
- Wedding Album [*] (1969)
- Live Peace in Toronto 1969 [*] (1969)
- Yoko Ono/Plastic Ono Band (1970) #182
- Fly (1971)
- Some Time in New York City [*] (1972)
- Approximately Infinite Universe (1972)
- Feeling the Space (1973)
- A Story (1974) (izdan šele leta 1997)
- Double Fantasy [*] (1980)
- Season of Glass (1981)
- It's Alright (I See Rainbows) (1982)
- Every Man Has a Woman (1984)
- Milk and Honey [*] (1984)
- Starpeace (1985)
- Onobox (1992)
- Walking on Thin Ice (1992)
- New York Rock (1994)
- Rising (1995)
- Rising Mixes (1996)
- Blueprint for a Sunrise (2001)
- Yes, I'm a Witch (2007)
- Open Your Box (2007)
- Don't Stop Me! EP (2009)
- Between My Head and the Sky (2009)
- Yokokimthurston - Yoko Ono / Thurston Moore / Kim Gordon (2012)

## Filmografija
- Eye blink (1966, 5 minut)
- Bottoms (1966,  1/2 minute)
- Match (1966, 5 minut)
- Cut Piece (1965, 9 minut)
- Wrapping Piece (1967,  20 minut)
- Film No. 4 (Bottoms) (1966/1967, 80 minut)
- Bottoms (oglas) (1966/1967, približno 2 minuti)
- Two Virgins (1968, približno 20 minut)
- Film No. five (Smile) (1968, 51 minut)
- Rape (1969, 77 minut)
- Bed-In (1969, 74 minut)
- Let It Be (1970, videospot v katerem sedi poleg Johna)
- Apotheosis (1970, 18,5 minute)
- Freedom (1970, 1 minuta)
- Fly (1970 (25 minut)
- Making of Fly (1970,  30 minut)
- Erection (1971, 20 minut)
- Imagine (1971, 70 minut)
- Sisters O Sisters (1971, 4 minut)
- Luck of the Irish (1971,  4 minut)
- Flipside (TV oddaja) (1972, 25 minut)
- Blueprint For The Sunrise (2000, 28 minut)